# 20e cérémonie des Trophées du Film français
La 20e cérémonie des Trophées du Film français, organisée par le magazine Le Film français au Palais Brongniart à Paris le 5 février 2013, a récompensé les succès de l'année passée au cinéma et à la télévision.
Cette cérémonie, animée par Sandrine Quétier, s'est déroulée sous le haut patronage d’Aurélie Filippetti, ministre de la Culture et de la Communication, et d’Ernesto Mauri, président de Mondadori France, en partenariat avec le groupe TF1, uniFrance Films, Citroën, Grazia et Neuflize OBC. Cette année, 12 récompenses ont été décernées.

## Palmarès
Les gagnants sont indiqués ci-dessous en premier de chaque catégorie et en caractères gras.

### Trophée du Film français
- Sur la piste du Marsupilami de Alain Chabat (Pathé Distribution)

### Trophée de la personnalité de l'année
Élue par les lecteurs et internautes du Film français.
- Michel Reilhac, producteur, ancien directeur de l’Unité Cinéma d’Arte France et directeur général délégué d’Arte France Cinéma pendant 10 ans.

### Trophée d'honneur
- décerné à Gael García Bernal pour l’ensemble de sa carrière.

### Trophée des trophées
- Skyfall de Sam Mendes (Sony Picture Releasing France)

### Trophées duos réalisateur-producteur

#### duo cinéma
- Noémie Lvovsky - Jean-Louis Livi (F comme Film)  et Philippe Carcassonne (Ciné @) pour Camille redouble
  - Jacques Audiard - Pascal Caucheteux (Why Not Productions) pour De rouille et d'os
  - François Ozon - Éric et Nicolas Altmayer (Mandarin Cinéma) pour Dans la maison

#### duo révélation
- Régis Roinsard - Alain Attal (Les Productions du Trésor) pour Populaire
  - Cyril Mennegun - Bruno Nahon (Zadig productions / Zadig films) pour Louise Wimmer
  - Alice Winocour - Émilie Tisné et Isabelle Madelaine (Dharamsala) pour Augustine

#### duo fiction TV
- Fabrice Gobert - Caroline Benjo et Jimmy Desmarais (Haut et Court TV) pour Les Revenants
  - David Elkaïm et Vincent Poymiro - Bruno Nahon (Zadig productions) pour Ainsi soient-ils
  - Franck Philippon - Luc Besson (EuropaCorp Télévision) pour No Limit

### Trophée de la fiction unitaire
- À dix minutes des naturistes de Stéphane Clavier (GMT Productions)

### Trophée uniFrance films
Trophée récompensant un film français (langue française majoritaire), ayant attiré le plus grand nombre de spectateurs en salle à l’étranger en 2012.
- Intouchables de Éric Toledano et Olivier Nakache (Gaumont Distribution)

### Trophée de la première œuvre
- Les Kaïra de Franck Gastambide (Gaumont Distribution)

### Trophée du public TF1
Élu par les internautes des sites du groupe TF1. Les nommés étaient les 15 films français ayant réalisé plus de 500 000 entrées France en 2012.
- Le Prénom de Matthieu Delaporte et Alexandre de La Patellière
  - Sur la piste du Marsupilami de Alain Chabat (Pathé Distribution)
  - La Vérité si je mens ! 3 de Thomas Gilou
  - Astérix et Obélix : Au service de Sa Majesté de Laurent Tirard
  - Taken 2 de Olivier Megaton
  - Les Seigneurs de Olivier Dahan
  - Les Infidèles de Jean Dujardin, Gilles Lellouche, Emmanuelle Bercot, Fred Cavayé, Michel Hazanavicius, Éric Lartigau et Alexandre Courtès
  - De rouille et d'os de Jacques Audiard
  - Stars 80 de Frédéric Forestier et Thomas Langmann
  - Un bonheur n'arrive jamais seul de James Huth
  - Cloclo de Florent Emilio-Siri
  - Mince alors ! de Charlotte De Turckheim
  - Zarafa de Rémi Bezançon et Jean-Christophe Lie
  - De l'autre côté du périph de David Charhon
  - Un plan parfait de Pascal Chaumeil

### Trophée de l'exploitant de l'année
- Patrick Troudet : cinéma Utopia Saint-Siméon à Bordeaux
  - Sylvie Du Parc : cinéma Olympia à Dijon
  - Christiane Renavand : cinéma Le Champollion à Paris